# Cheaper to Marry
Cheaper to Marry is een Amerikaanse dramafilm uit 1925 onder regie van Robert Z. Leonard. Destijds werd de film in Nederland uitgebracht onder de titel Trouwen is toch voordeeliger.

## Verhaal
Als de advocaat Dick Tyler trouwt met zijn liefje Doris, is zijn compagnon Jim Knight daar sterk op tegen. Op een avond gaan Dick en Doris dineren bij Evelyn, een oude schoolvriendin van Doris. Ze komen erachter dat Evelyn de minnares is van Jim en dat hij hun bedrijfswinsten verkwanselt aan haar.

## Rolverdeling
| Acteur                 | Personage   |
| ---------------------- | ----------- |
| Conrad Nagel           | Dick Tyler  |
| Lewis Stone            | Jim Knight  |
| Paulette Duval         | Evelyn      |
| Marguerite De La Motte | Doris       |
| Louise Fazenda         | Flora       |
| Claude Gillingwater    | Riddle      |
| Richard Wayne          | Dal Whitney |